# Kenneth Hansen
Svend Kenneth Hansen, född 29 september 1960 i Götene, Sverige är en svensk rallycrossförare som från slutet av 1980-talet tillhörde Europaeliten inom sin sport. Han hade vunnit FIA:s Europamästerskap för rallycrossförare inte mindre än 14 gånger till och med år 2008. Från och med 1993 tävlade Hansen enbart med Citroën-bilar. I mitten av april 2011 meddelades att han lägger av.
Han är far till rallycrossförarna Timmy och Kevin Hansen.

### Fotnoter
1. ↑  ”Kenneth Hansen lägger av”. Sveriges radio. 20 april 2011. http://sverigesradio.se/sida/artikel.aspx?programid=97&artikel=4465013. Läst 28 september 2017.